# Thrashers d'Atlanta
Les Thrashers d’Atlanta sont une franchise professionnelle de hockey sur glace d’Amérique du Nord qui évoluait dans la Ligue nationale de hockey entre 1999 et 2011. Basés à Atlanta dans l’État de la Géorgie aux États-Unis, ils jouent leurs rencontres à domicile dans la salle du Philips Arena. Ils se qualifient pour la première et unique fois pour les séries éliminatoires de la Coupe Stanley en 2006-2007 mais sont éliminés dès le premier tour en quatre rencontres par les Rangers de New York.
Le 31 mai 2011, l’équipe est vendue à la compagnie True North Sports and Entertainment qui annonce son déménagement à Winnipeg pour la saison 2011-2012. Cette vente et le déménagement ne sont toutefois effectifs que le 21 juin 2011 lorsqu’ils sont approuvés par les membres du bureau des gouverneurs de la LNH.

## Historique

### Les débuts de l’équipe

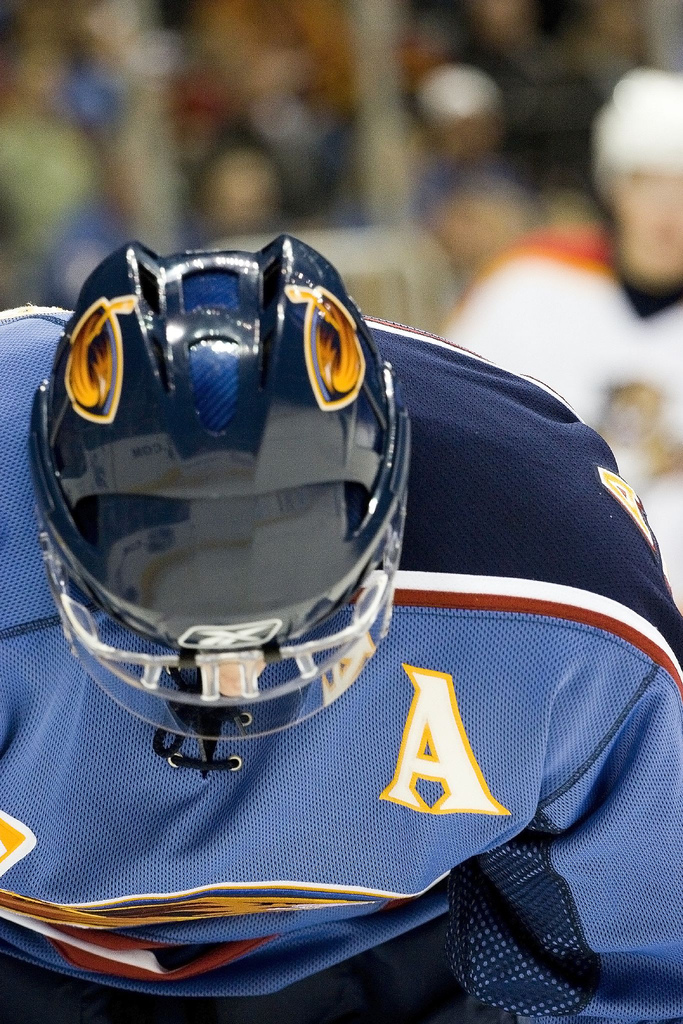
Peter Bondra en 2005.

La ville d’Atlanta reçoit l’autorisation d’avoir une franchise dans la Ligue nationale de hockey à l’issue de la saison 1996-1997 : en effet, le 25 juin 1997 la ligue d’Amérique du Nord autorise The Atlanta Hockey Club, Inc. à devenir sa vingt-huitième équipe en activité. Ce n’est cependant pas la première fois que la ville accueille une équipe de la ligue : les Flames d'Atlanta y ont séjourné jusqu’en 1980 avant d’être vendus et de déménager à Calgary. En février 1998, la franchise annonce son appellation de thrasher –  en français, moqueur roux aussi appelé toxostoma rufum – oiseau emblème de l’État de la Géorgie.
Le 23 juin 1998, Donald Waddell est nommé premier directeur Général de la nouvelle franchise, un mois après que Ted Turner, le propriétaire de l’équipe, a annoncé que l’équipe jouerait sa première saison dans la patinoire du CNN center, ancienne salle des Flames. La patinoire ne porte pas pour autant le nom de CNN center longtemps puisqu’en 1999 la compagnie Turner Brodcasting System inc. annonce une alliance avec l’entreprise Philips : la salle prend le nom de Philips Arena.
Le 25 juin 1999, les Thrashers participent au repêchage d’expansion, leur permettant de choisir un joueur de chaque équipe de la LNH, hormis les Predators de Nashville qui n’ont rejoint la LNH que lors de la saison 1998-1999. L’équipe des Thrashers choisit vingt-six joueurs à commencer par Trevor Kidd, gardien de but des Hurricanes de la Caroline. Kidd ne joue pas un seul match avec l’équipe puisque le jour même du repêchage, il rejoint les Panthers de la Floride en retour, entre autres, de Gord Murphy, Herberts Vasiļjevs et Daniel Tjärnqvist.
Le lendemain du repêchage d’expansion, l’équipe participe à son premier repêchage d’entrée et profite de cette séance pour dévoiler les couleurs de son chandail,. Peu de temps avant le repêchage, les Thrashers échangent leur choix de premier tour aux Canucks de Vancouver et peuvent ainsi choisir en premier : ils sélectionnent Patrik Štefan, qui évoluait jusqu’alors pour les Ice Dogs de Long Beach de la Ligue internationale de hockey.

### Les premières saisons

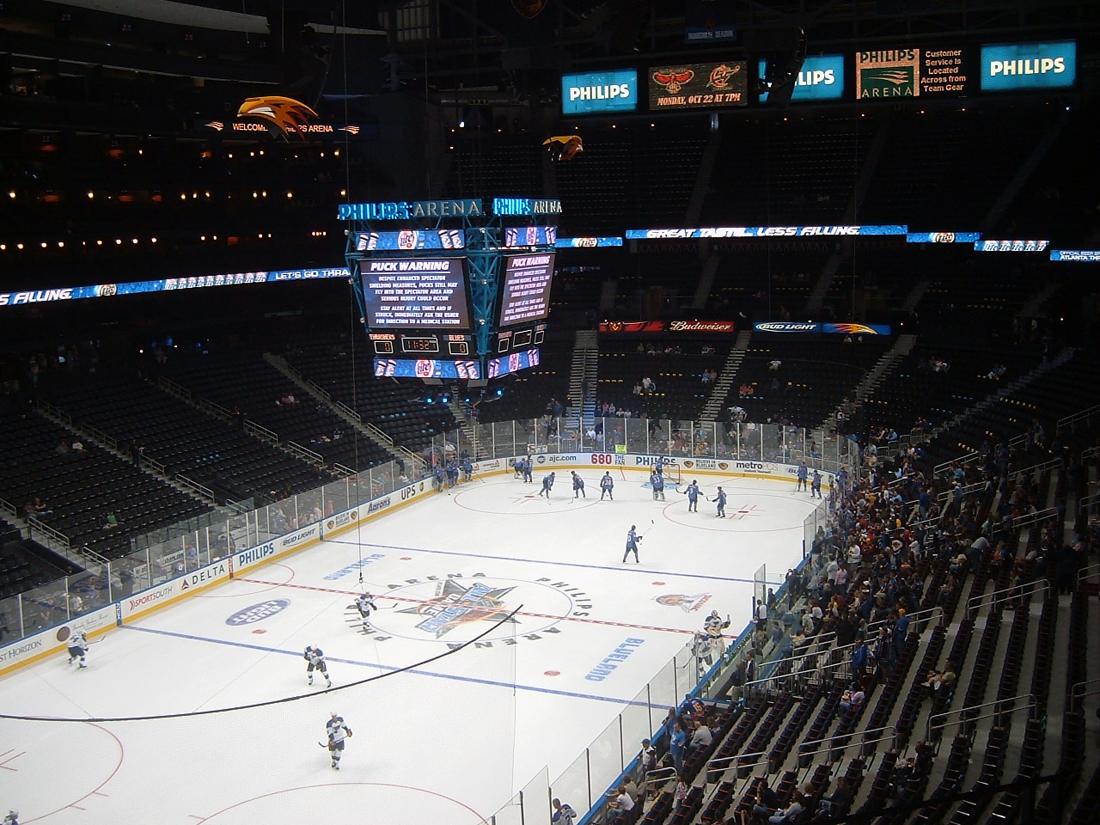
Vue de la patinoire des Thrashers, la Philips Arena.

Au cours des mois qui suivent, les différents éléments de la franchise se mettent en place : Curt Fraser est nommé premier entraîneur de l’équipe, Thrash la mascotte est dévoilée et Kelly Buchberger devient le premier capitaine. L’équipe joue son premier match de pré-saison contre les Rangers de New York et perd 3-2 en prolongation ; elle fait officiellement son entrée dans la LNH pour la saison 1999-2000 le 2 octobre. Devant une salle remplie à pleine capacité, soit 18 545 spectateurs, l’équipe s’incline face aux futurs champions de la coupe Stanley, les Devils du New Jersey, 4-1. Le seul but de l’équipe est inscrit par le capitaine Buchberger.
Deux semaines plus tard, le 14 octobre, le gardien de but de l’équipe, Damian Rhodes, réalise un blanchissage lors de la première victoire de l’équipe 2-0 aux dépens des Islanders de New York à Long Island,. Il faut cependant attendre jusqu’au 26 octobre pour la voir remporter une rencontre à domicile, 2 à 1 contre les Flames de Calgary. En novembre de cette même année, Dean Sylvester effectue le premier tour du chapeau de la concession lors d’une victoire 6-3 contre les Canucks. Malgré toutes ces premières, les Thrashers terminent au dernier rang de la LNH avec un dossier de quatorze victoires, soixante-et-une défaites et sept parties nulles pour un total de trente-neuf points. Andrew Brunette est le meilleur buteur, passeur et pointeur de la formation avec des totaux de vingt-trois buts, vingt-sept passes décisives et cinquante réalisations.
Avant le début de la saison 2000-2001, l’équipe a le deuxième choix du repêchage d’entrée et Dany Heatley est choisi par la franchise mais il joue encore une saison dans le championnat universitaire avant de rejoindre la LNH. Buchberger ayant quitté le club à la fin de la saison précédente, le défenseur, Steve Staios, devient le nouveau capitaine d’Atlanta. Les résultats ne suivent toujours pas et les Thrashers finissent treizièmes de la Conférence sans se qualifier pour les séries. Ray Ferraro est le meilleur passeur et pointeur de l’équipe alors que Donald Audette est le meilleur buteur même s’il termine la saison avec les Sabres de Buffalo.

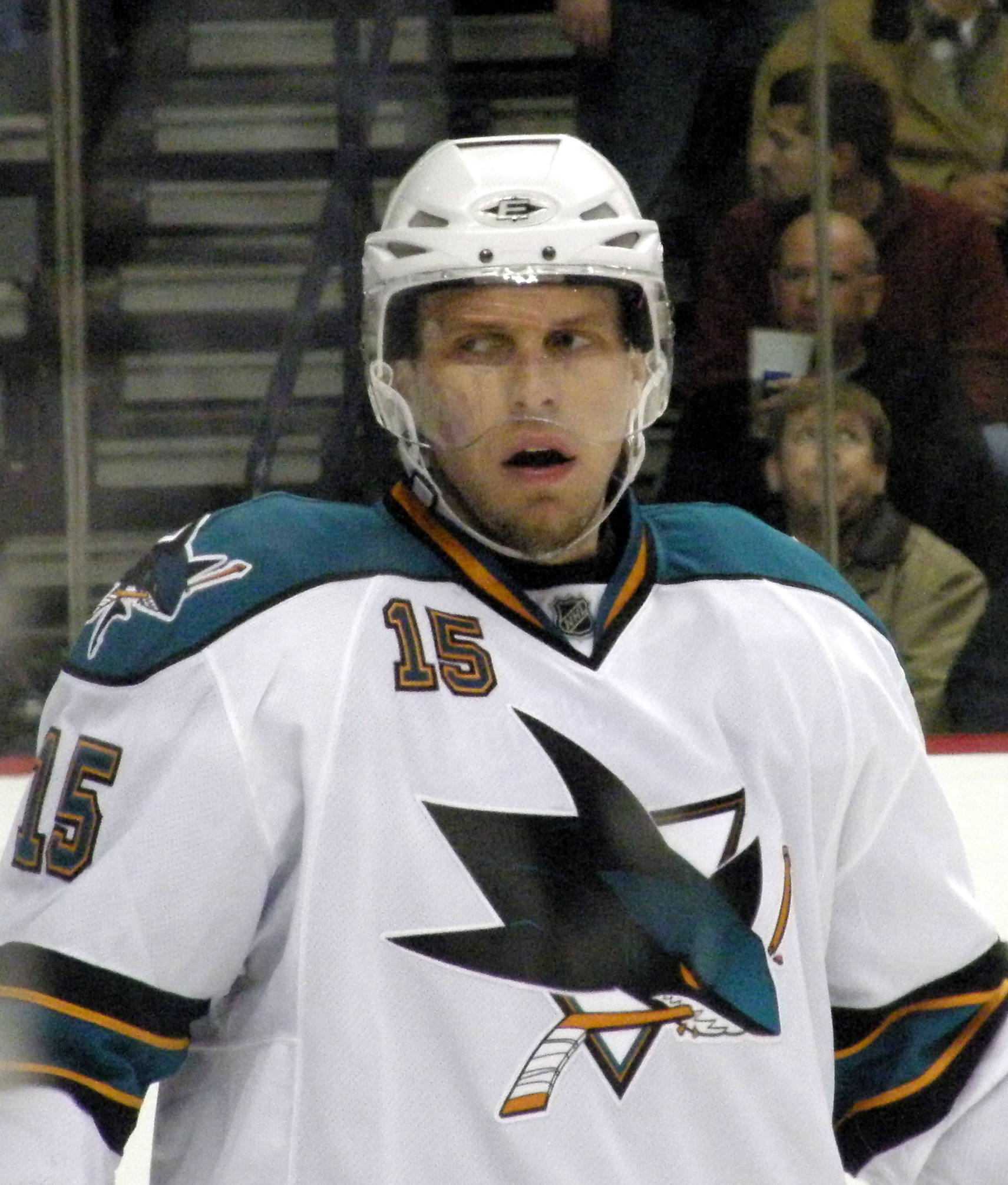
Dany Heatley (ici avec les Sharks de San José) commence sa carrière professionnelle avec les Thrashers lors de la saison 2001-2002.

Heatley rejoint finalement l’effectif professionnel des Thrashers alors que ces derniers ont choisi une nouvelle fois en premiers lors du repêchage d’entrée. Heatley et le premier choix du repêchage, Ilia Kovaltchouk, jouent l’intégralité de la saison 2001-2002 dans la LNH et ils sont mis en avant en février 2002 en participant au 52e Match des étoiles de la ligue dans le match des recrues, ; Kovaltchouk est la sensation de la rencontre en inscrivant six buts et une passe décisive. Les deux joueurs d’Atlanta sont les deux meilleurs pointeurs-recrues de la saison mais également de l’équipe avec respectivement soixante-sept et cinquante-et-un points. Avec Kristian Huselius des Panthers, ils sont tous les trois en concurrence pour le trophée Calder de la meilleure recrue de la saison qui est finalement remporté par Heatley alors que Kovaltchouk est deuxième. Les deux joueurs sont également sélectionnés dans l’équipes des recrues de la saison. Cependant, l’équipe ne compte que dix-neuf victoires et manque une nouvelle fois les séries éliminatoires.
Au mois de juin 2002, pour préparer la saison LNH, l’équipe fait signer les vétérans Viatcheslav Kozlov et Shawn McEachern ; ce dernier devient le nouveau capitaine de l’équipe. Les résultats n’étant toujours pas au rendez-vous, Donald Waddell décide de changer d’entraîneur en chef fin décembre 2002 et renvoie Kurt Fraser qui était en poste depuis les débuts de l’équipe. En attendant de lui trouver un remplaçant, le directeur-général de la franchise prend les commandes de l’équipe pour dix rencontres dont quatre victoires Bob Hartley étant ensuite nommé le 14 janvier 2003. Encore une fois, Heatley est un des meilleurs joueurs de l’équipe et il participe au 53e Match des étoiles. ; auteur de quatre buts et une aide, il est nommé meilleur joueur du match. À l’issue de la saison, Heatley est le meilleur pointeur des Thrashers avec quatre-vingt-neuf réalisations mais comme les années précédentes, cela ne suffit pas pour se qualifier pour les séries.

### La mort de Dan Snyder

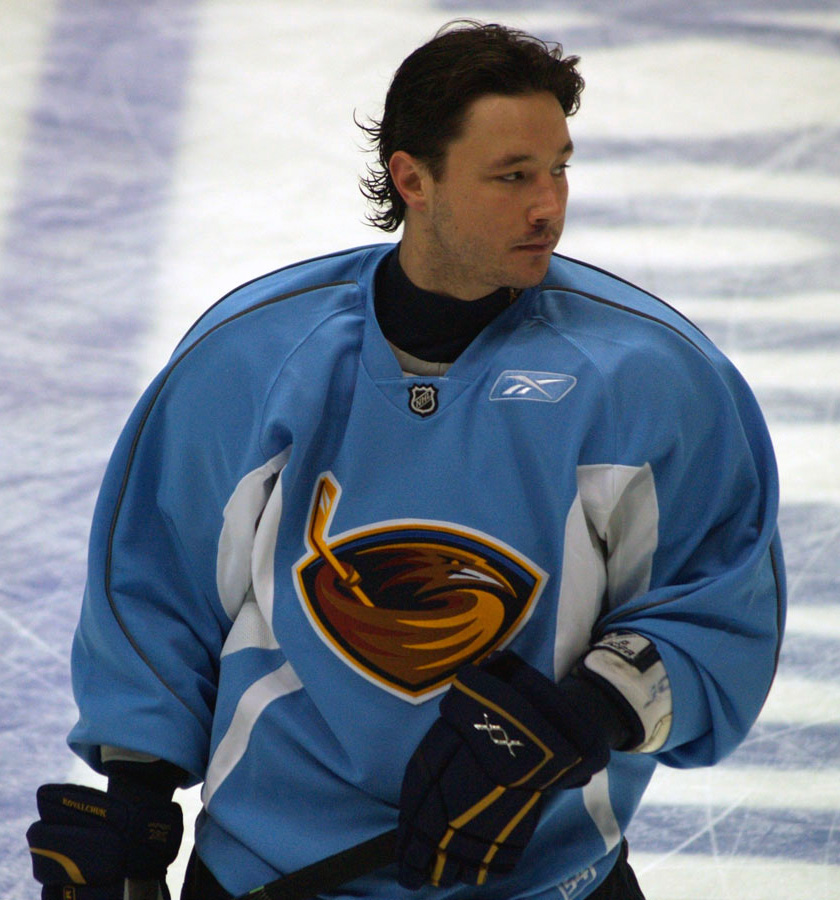
Ilia Kovaltchouk remporte en 2003-2004 le titre de meilleur buteur de la saison.

Le 29 septembre 2003, les deux coéquipiers Dan Snyder et Dany Heatley ont un accident de voiture à bord de la Ferrari 360 Modena de ce dernier. Sur une route sinueuse, il perd le contrôle de la voiture qui rentre en collision avec un pilier de briques et les deux joueurs sont éjectés du véhicule. Ils sont tous les deux hospitalisés, Heatley souffrant de blessures plus légères que son coéquipier Snyder qui, victime d’une fracture du crâne, meurt le 5 octobre après six jours dans le coma. Heatley plaide coupable pour quatre délits mineurs en échange de l’abandon par la cour des charges de meurtre au premier degré et est finalement condamné à trois ans avec sursis, des amendes et des travaux d’utilité publique. Heatley ne joue qu'une trentaine de matchs de la saison 2003-2004 et Kovaltchouk prend sa place de meilleur pointeur de l’équipe. Avec quatre-vingt-sept points, il est le deuxième meilleur de la saison derrière Martin St-Louis du Lightning de Tampa Bay auteur de sept points de plus mais le joueur d’Atlanta marque surtout quarante-et-un buts, le plus haut total de la ligue cette année. Deux autres joueurs totalisent autant de buts, Richard Nash des Blue Jackets de Columbus et Jarome Iginla des Flames de Calgary et ils remportent à trois le trophée Maurice-Richard du meilleur buteur. Dixièmes de la conférence de l’Est, les Thrashers ne parviennent toujours pas à se qualifier pour les séries même si Kovaltchouk est sélectionné dans la seconde équipe d’étoiles de la LNH.
Le 5 février 2004, la LNH et la direction de la franchise annoncent que la ville et l’équipe seront les hôtes du Match des étoiles de la LNH qui se déroulera en 2005 mais la saison 2004-2005 est annulée en raison d’un [[lock-out|lock-out]] et le Match des étoiles n’a donc pas lieu. 
Le 31 mars 2004,Turner Brodcasting System inc. annonce que les équipes des Thrashers et des Hawks – équipe de basket-ball de la ville évoluant dans la National Basketball Association – ainsi que les droits sur le Philips Center sont vendus au groupe Atlanta Spirit, LCC.
Après une saison entière d’arrêt, la LNH reprend ses activités pour la saison 2005-2006. Les Thrashers s’appuient désormais sur Kari Lehtonen dans les buts et toujours Kovaltchouk en attaque. Heatley lui ne fait plus partie de l’équipe puisqu’en août 2005 sur sa demande, il quitte le club, ne parvenant pas à se remettre de la mort de Snyder ; il rejoint alors les Sénateurs d'Ottawa en retour de Marián Hossa et de Greg de Vries. L’équipe fait venir dans ses rangs le vétéran Scott Mellanby qui devient le nouveau capitaine de l’équipe. À la fin de la saison régulière, Kovaltchouk, Marc Savard et Hossa terminent tous les trois avec plus de quatre-vingt-dix points et se classent dans les onze meilleurs pointeurs de la saison : Hossa est onzième avec quatre-vint-douze points, Savard neuvième avec quatre-vingt-dix-sept et Kovaltchouk huitième avec un point de plus que Savard. Avec quatre-vingt-dix points, l’équipe connaît le plus haut total de points de son histoire mais encore une fois, elle n’est pas qualifiée pour les séries. Le 15 avril 2006, la LNH et les Thrashers annoncent qu’un Match des étoiles aura bien lieu à Atlanta et qu’il s’agira du 56e Match des étoiles au cours de la saison 2007-2008.

### Qualifiés pour les séries

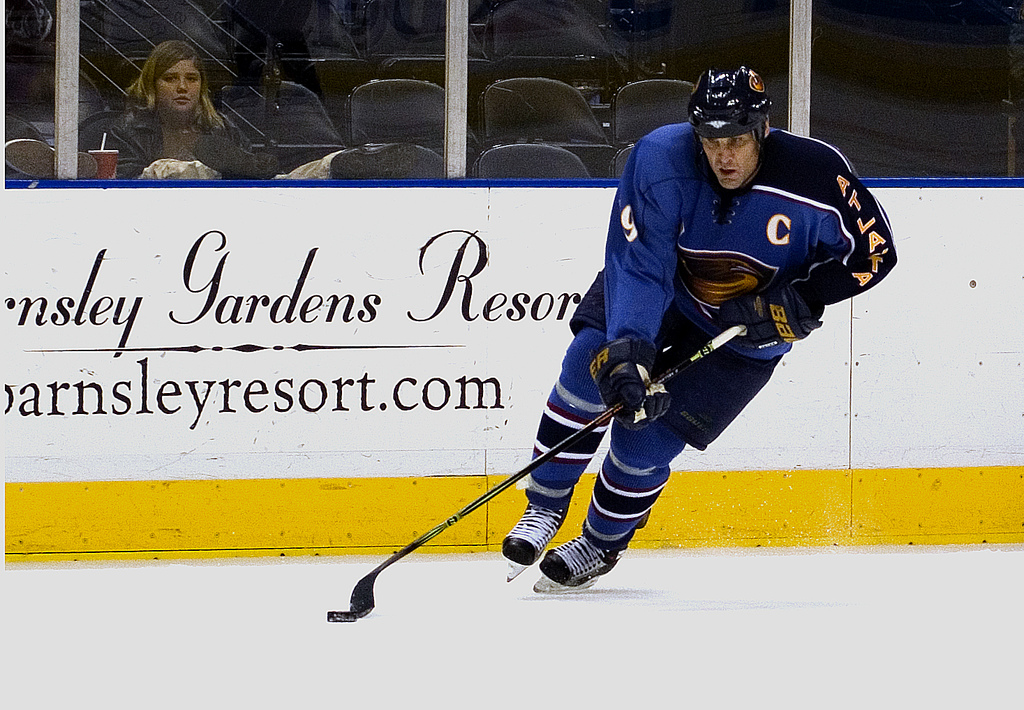
Scott Mellanby joue sa dernière saison dans la LNH avec les Thrashers en 2006-2007.

Lors de la saison suivante, en atteignant la barre des 100 points, Hossa devient le meilleur pointeur de l’histoire de l’équipe sur une saison. Il se classe au cours de cette saison à la sixième place des pointeurs avec vingt points de moins que Sidney Crosby, meneur de la LNH. Mellanby est toujours le capitaine des Thrashers alors que Lehtonen joue soixante-huit des quatre-vingt-deux rencontres de la saison régulière ; il aide son équipe à remporter trente-quatre des rencontres et l’équipe dépasse son total de la saison passée. Avec quatre-vingt-dix-sept points, l’équipe se classe en tête de la division Sud-Est et décroche pour la première fois de son histoire une place pour les séries éliminatoires de la Coupe Stanley.
L’équipe des Thrashers joue son premier match en série le 12 avril 2007 dans la salle du Philips Arena complète. Grâce à la première place de la division, l’équipe est classée troisième de la conférence de l’Est et joue son premier tour contre les Rangers de New York, sixième équipe qualifiée de l’Est. Même si trois places séparent les deux équipes, Atlanta ne compte que trois points de plus sur New York lors de la saison régulière et lors de la première rencontre des séries, les Rangers démontrent que les séries sont une nouvelle compétition. Ainsi, Atlanta perd la première rencontre 4-3 avec le but de la victoire inscrit par Michael Nylander alors que Pascal Dupuis des Thrashers connaît une soirée avec un but et une passe décisive. Pour le deuxième match, Lehtonen n’est pas aligné et Bob Hartley lui préfère Johan Hedberg qui est élu « Étoile du match » ; malgré trente-sept arrêts, il concède deux buts alors qu’en face, Henrik Lundqvist, n’en accorde qu’un seul sur un lancer de Kovaltchouk. Les Thrashers sont donc menés 2-0 avant de se déplace sur la glace du Madison Square Garden. Hartley offre une nouvelle chance à Lehtonen dans les buts mais ce choix n’est pas couronné de succès puisqu’Atlanta s’incline pour la troisième fois des séries, cette fois sur la marque de 7-0. Keith Tkachuk, arrivé des Blues de Saint-Louis en cours de saison, inscrit le premier but de la quatrième rencontre et après une égalisation par Michal Rozsíval quelques minutes plus tard, Atlanta reprend le dessus par un but de Greg de Vries. Malgré cette avance de 2-1 à la moitié du temps réglementaire, les Thrashers et Hedberg perdent finalement 4-2 ; en s’inclinant pour la quatrième fois, ils sont éliminés des séries. Avec trois points en quatre rencontres, Tkachuk et Dupuis sont les deux meilleurs pointeurs de l'équipe. Scott Mellanby décide alors de mettre un terme à sa carrière après vingt-et-une saisons de jouées.

### Le directeur général derrière le banc

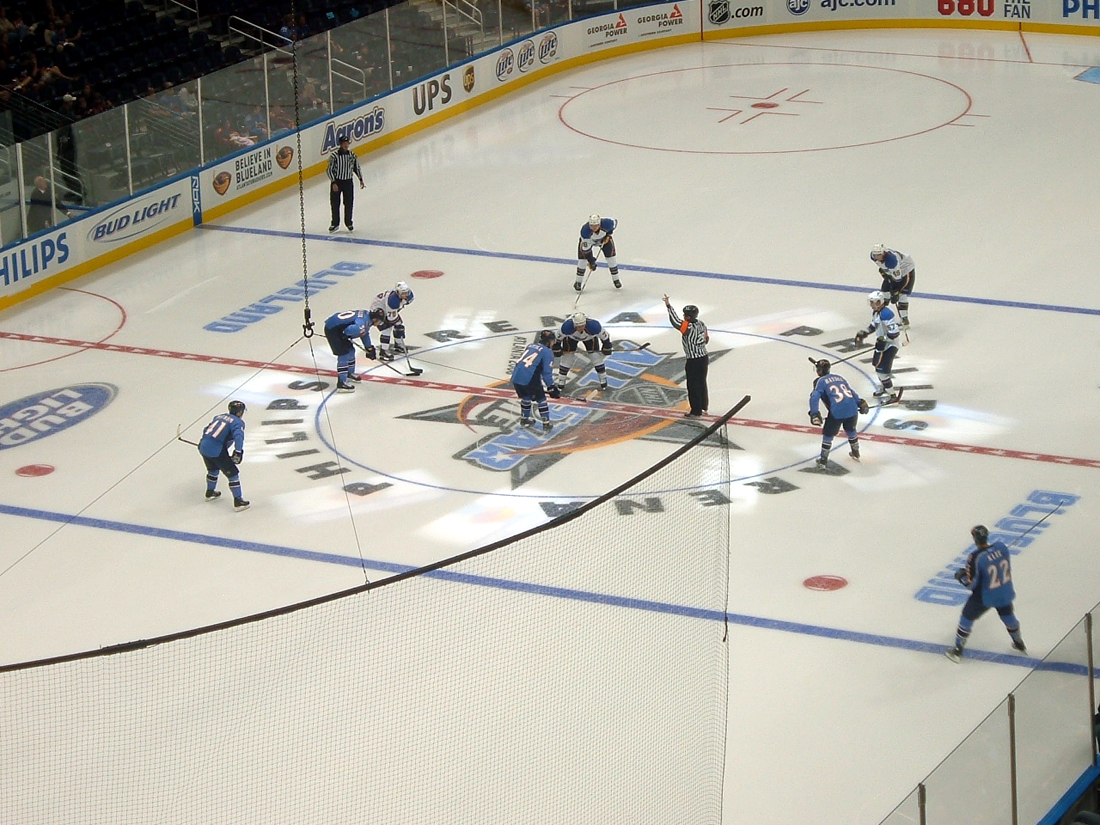
Engagement lors d’un match préparatoire contre les Blues de Saint-Louis avant le début de la saison 2007-2008.

Les Thrashers éprouvent des difficultés dès le début de la saison régulière suivante : alors que l’équipe vient de perdre ses six premières rencontres, l’entraîneur-chef Bob Hartley est renvoyé le 17 octobre 2007, et le directeur général Waddell annonce qu’il sera l’entraîneur du club pour le reste de la saison.
Malgré ce changement d’entraîneur, l’équipe sur la glace n’obtient que de faibles résultats. Ainsi à la date limite des transactions, le 26 février 2008, les Thrashers apportent des modifications à l’équipe en échangeant Marian Hossa et Pascal Dupuis aux Penguins de Pittsburgh en retour de Colby Armstrong, Erik Christensen, Angelo Esposito et un choix de premier tour au repêchage de 2008. Les Thrashers terminent finalement la saison régulière au quatorzième rang de la conférence de l’Est et se voit exclue des séries éliminatoires. Kovaltchouk est une nouvelle fois le meneur de l’attaque de l’équipe avec quatre-vingt-sept points, presque le double d’Éric Perrin, deuxième de l’équipe avec quarante-cinq points.
Au cours de l’été suivant, le 20 juin 2008, la direction annonce l’embauche de John Anderson comme entraîneur-chef de l’équipe ; depuis 1994, il est dans l’organisation de la franchise en tant qu’entraîneur des Wolves de Chicago, le club affilié dans la Ligue américaine de hockey, avec lequel il remporte la Coupe Calder de la LAH lors de la saison précédente. Bien qu’ayant perdu plusieurs joueurs, dont trois de leurs défenseurs réguliers, Alekseï Jitnik, Steve McCarthy et Mark Popovic au profit de la nouvelle Ligue continentale de hockey qui voit le jour en Russie, les Thrashers peuvent espérer un meilleur sort pour la saison 2008-2009 grâce notamment à l’ajout de Marty Reasoner et Jason Williams en attaque et à l’arrivée, à la suite du repêchage 2008, de la recrue Zach Bogosian en défense mais ce dernier se fracture un bras dès le début de la saison et rate près de deux mois d’activité. L’équipe termine une nouvelle fois la saison régulière à la quatrième place de la division et non qualifiée pour les séries. Ilia Kovaltchouk est le nouveau capitaine de l’équipe depuis janvier et il termine pour la quatrième fois de sa carrière à la première place des pointeurs de l’équipe.
L’équipe annonce avant le début de la saison 2009-2010 que Rick Dudley, ancien assistant du directeur-général des Blackhawks de Chicago, se joint à l’organisation en tant qu’adjoint à Donald Waddell. Au mois de février, l’équipe réalise un échange important avec les Devils du New Jersey : le 4 février 2010, Kovaltchouk et Anssi Salmela rejoignent les Devils en retour de Johnny Oduya, Niclas Bergfors et Patrice Cormier. Quelques jours plus tard, ils échangent leur gardien, Kari Lehtonen, aux Stars de Dallas en retour de Ivan Vichnevski ; les Thrashers misent alors sur l’éclosion du jeune gardien Ondřej Pavelec. Malgré tous ces changements, l’équipe manque les séries en finissant à cinq points du huitième rang de la conférence de l’Est alors que le meilleur pointeur de l’équipe est Nikolaï Antropov qui compte soixante-sept points.

### Une tentative de nouvelle ère et la fin des Thrashers
Au terme de cette dixième saison dans la LNH et n’ayant atteint les séries éliminatoires qu’à une seule occasion, les propriétaires décident d’effectuer un remaniement au sein de l’organisation : ainsi le seul directeur-général de l’histoire de la franchise, Donald Waddell, délaisse son poste et est nommé président de l’équipe. De son côté Rick Dudley est promu directeur-général alors que l’entraîneur John Anderson ainsi que ses assistants Randy Cunneyworth, Todd Nelson et Steve Weeks sont congédiés,.
Dudley effectue des changements dans l’effectif de l’équipe en réalisant le 23 juin 2010 une importante transaction avec l’équipe célébrant sa récente conquête de la Coupe Stanley, les Blackhawks de Chicago : Dustin Byfuglien, Ben Eager, Brent Sopel et Akim Aliu rejoignent l’équipe en retour de Marty Reasoner, Jeremy Morin et Joey Crabb. Le lendemain, Craig Ramsay est nommé nouvel entraîneur-chef de l’équipe ; il était jusqu’alors assistant pour les Bruins de Boston. De plus, John Torchetti qui était entraîneur-adjoint pour les Blackhawks la saison précédente est nommé entraîneur associé. Les deux équipes échangent une nouvelle fois des joueurs quelques semaines plus tard avec le départ d’Ivan Vichnevski en retour de l’arrivée à Atlanta d’Andrew Ladd qui est ensuite nommé capitaine de l’équipe en novembre. Malgré tous ces ajouts, l’équipe ne totalise que quatre-vingt points à la fin de la saison 2010-2011 et elle est éliminée des séries. Avec cinquante-neuf points, Ladd est le meneur de l’équipe, six points devant le défenseur Byfuglien.
À la fin des séries 2011 remportées par les Bruins de Boston, le groupe True North s’entend avec les propriétaires des Thrashers pour acheter l’équipe puis avec la LNH pour déménager l’équipe à Winnipeg, devenant ainsi les Jets de Winnipeg, le nom ayant été dévoilé le 24 juin, quelques heures avant le repêchage d’entrée de 2011.

## Personnalités de l’équipe

### Capitaines

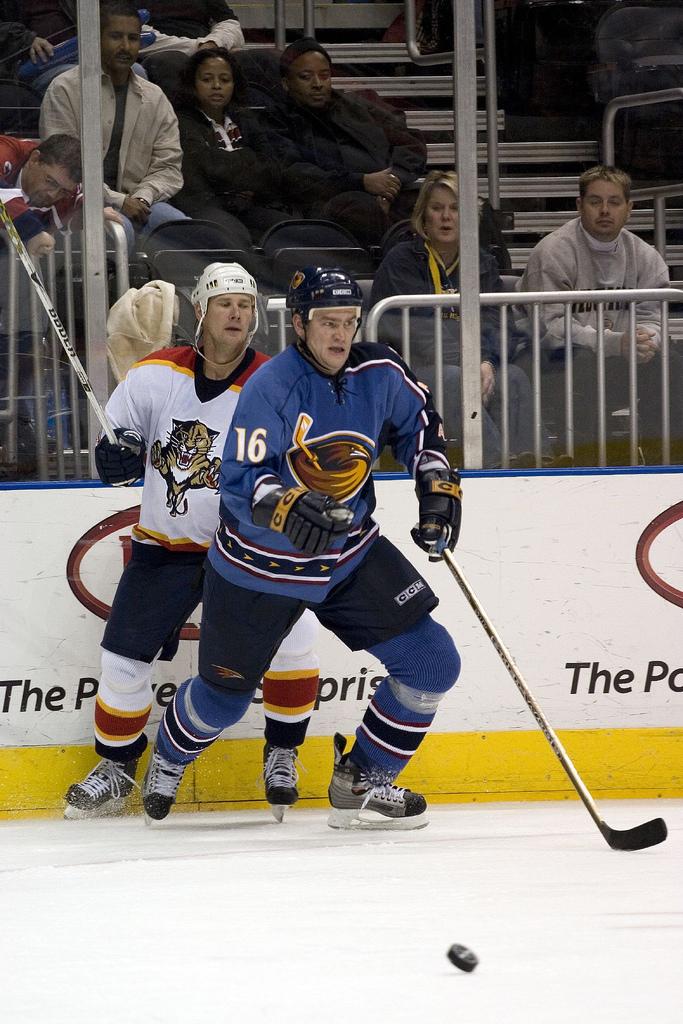
Robert Holik capitaine de l’équipe en 2007.

Depuis leurs débuts, les Thrashers changent régulièrement de capitaine ; seuls Shawn McEachern Scott Mellanby, et Ilia Kovaltchouk portent plus d’une saison le titre de capitaine. Le 18 novembre 2010, Andrew Ladd est nommé huitième capitaine de l’histoire de l’équipe avec Dustin Byfuglien et Tobias Enström en tant qu’assistants.
| Période   | Nom du joueur    |
| --------- | ---------------- |
| 1999-2000 | Kelly Buchberger |
| 2000-2001 | Steve Staios     |
| 2001-2002 | Ray Ferraro      |
| 2002-2003 | Shawn McEachern  |
| 2003-2004 | Shawn McEachern  |
| 2004-2005 | Aucun capitaine  |
| 2005-2006 | Scott Mellanby   |
| 2006-2007 | Scott Mellanby   |
| 2007-2008 | Robert Holik     |
| 2008-2009 | Ilia Kovaltchouk |
| 2009-2010 | Ilia Kovaltchouk |
| 2010-2011 | Andrew Ladd      |

### Entraîneurs-chefs
Curt Fraser est le premier entraîneur de l’équipe et il reste en poste pendant un peu plus de trois saisons avant d’être remplacé par Donald Waddell, directeur général de l’équipe, pour une période d’intérim. Bob Hartley, nommé par la suite, est le seul entraîneur de l’équipe à avoir mené l’équipe à la qualification pour les séries éliminatoires. Craig Ramsay est nommé sixième et dernier entraîneur de l’équipe, avant le déménagement à Winnipeg, le 24 juin 2010.
| No | Nom            | Engagement       | Départ           | Saison régulière | Saison régulière | Saison régulière | Saison régulière | Saison régulière | Saison régulière | Saison régulière | Séries éliminatoires | Séries éliminatoires | Séries éliminatoires | Séries éliminatoires | Remarques |
| No | Nom            | Engagement       | Départ           | PJ               | V                | D                | N                | DP               | P                | % V              | PJ                   | V                    | D                    | % V                  | Remarques |
| -- | -------------- | ---------------- | ---------------- | ---------------- | ---------------- | ---------------- | ---------------- | ---------------- | ---------------- | ---------------- | -------------------- | -------------------- | -------------------- | -------------------- | --------- |
| 1  | Curtis Fraser  | 13 juillet 1999  | 26 décembre 2002 | 279              | 64               | 169              | 31               | 15               | 174              | 31,2             | -                    | -                    | -                    | -                    |           |
| 2  | Donald Waddell | 26 décembre 2002 | 15 janvier 2003  | 10               | 4                | 5                | 1                | 0                | 9                | 45,0             | -                    | -                    | -                    | -                    |           |
| 3  | Robert Hartley | 15 janvier 2003  | 17 octobre 2007  | 291              | 136              | 118              | 13               | 24               | 309              | 53,1             | 4                    | 0                    | 4                    | 0,0                  |           |
| 4  | Donald Waddell | 17 octobre 2007  | 20 juin 2008     | 76               | 34               | 34               | -                | 8                | 76               | 50,0             | -                    | -                    | -                    | -                    |           |
| 5  | John Anderson  | 20 juin 2008     | 14 avril 2010    | 164              | 70               | 75               | -                | 19               | 159              | 48,5             | -                    | -                    | -                    | -                    |           |
| 6  | Craig Ramsay   | 24 juin 2010     | 20 juin 2011     | 82               | 34               | 36               | -                | 12               | 80               | 48,8             | -                    | -                    | -                    | -                    |           |

### Directeurs généraux
| No | Nom            | Engagement    | Départ      | Remarques |   |                |                  |               |  |
| -- | -------------- | ------------- | ----------- | --------- | - | -------------- | ---------------- | ------------- |  |
| No | Nom            | Engagement    | Départ      | Remarques | 1 | Donald Waddell | 1er juillet 1998 | 14 avril 2010 |  |
| 2  | Richard Dudley | 14 avril 2010 | 4 juin 2011 |           |   |                |                  |               |  |

### Mascotte
La mascotte des Thrashers d’Atlanta est connu sous le nom de Thrash, qui se trouve à être un diminutif du nom de l’oiseau. Tout comme son nom l’indique en français (le moqueur roux) il aime taquiner l’adversaire et il entraîne les partisans des Thrashers à en faire de même. Du haut de ses 1,90 mètre, il ne se gêne pas pour aller titiller les partisans qui ne répondent pas à son goût lorsqu’on leur demande de faire du bruit. La bête voit le jour au zoo d'Atlanta où il est présenté pour la première fois aux partisans de la ville le 4 septembre 1999.
Lors du match inaugural de l’équipe le 2 octobre 1999. Thrash se voit décerner le record du plus long vol aérien à l’intérieur d’un aréna. Depuis son arrivée à Atlanta, il est appelé à prendre part à des anniversaires, des visites dans les hôpitaux, dans des œuvres de charités et lors d’autre évènement spéciaux, mais il revient toujours dans son nid du Phillips Arena pour assister aux rencontres de l’équipe.

### Numéros retirés
Depuis le début de la franchise, les Thrashers n’ont retiré qu’un maillot officiellement : le 99 de Wayne Gretzky. Il a été retiré pour toutes les équipes de la ligue en 1999.
De plus, même si le 37 de Dan Snyder n’est pas retiré, il n’est plus utilisé par un joueur de l’équipe depuis le 5 octobre 2003.

### Choix de premier tour

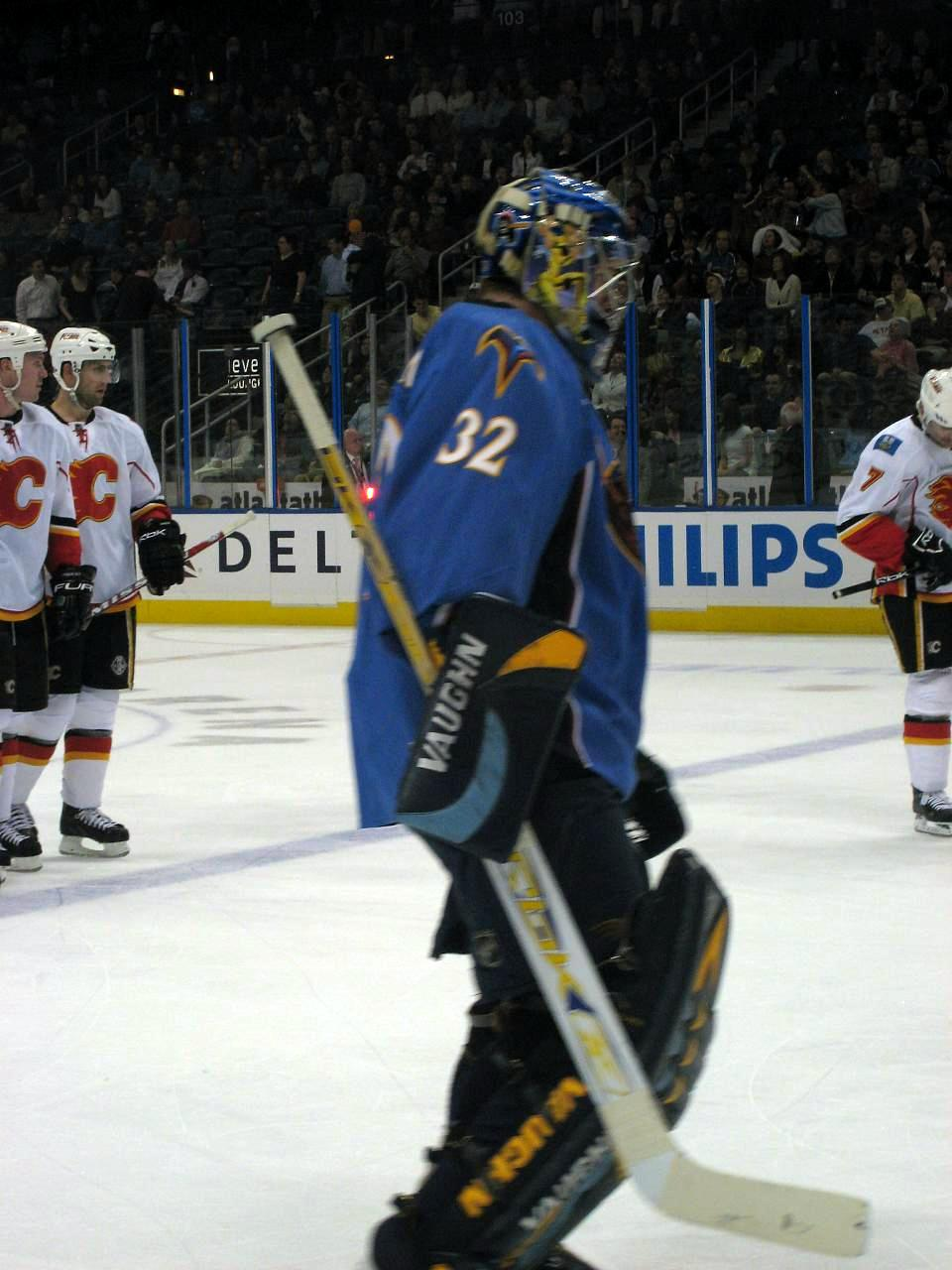
Kari Lehtonen, deuxième choix en 2002.

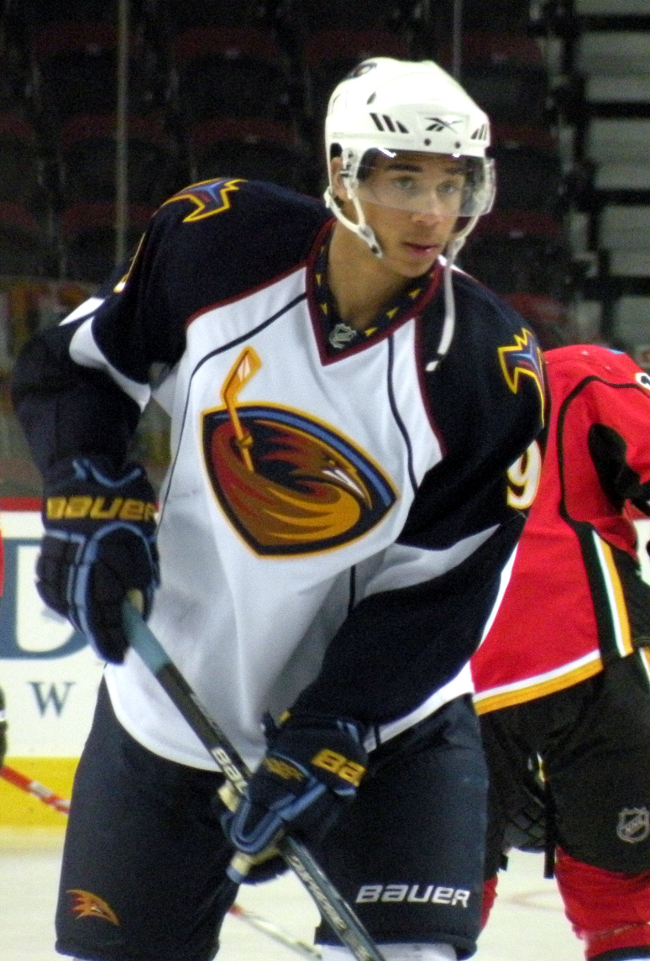
Evander Kane, quatrième choix en 2009.

Chaque année et depuis 1963, les joueurs des ligues juniors ont la possibilité de signer des contrats avec les franchises de la LNH. Cette section présente les joueurs qui ont eu la chance d’être choisis par les Thrashers lors du premier tour. Ces choix peuvent être échangé et ainsi, une année les Thrashers peuvent très bien ne pas avoir eu de choix de premier tour.
| Année | Joueur                         | Choix                    | Équipe junior                                                 |
| ----- | ------------------------------ | ------------------------ | ------------------------------------------------------------- |
| 1999  | Patrik Štefan                  | 1er au total             | Ice Dogs de Long Beach (LIH)                                  |
| 2000  | Dany Heatley                   | 2e au total              | Badgers du Wisconsin (NCAA)                                   |
| 2001  | Ilia Kovaltchouk               | 1er au total             | HK Spartak Moscou (Superliga)                                 |
| 2002  | Kari Lehtonen Jim Slater       | 2e au total 30e au total | Jokerit (SM-liiga) Spartans de Michigan State (NCAA)          |
| 2003  | Braydon Coburn                 | 8e au total              | Winterhawks de Portland (LHOu)                                |
| 2004  | Boris Valábik                  | 10e au total             | Rangers de Kitchener (LHO)                                    |
| 2005  | Alex Bourret                   | 16e au total             | Maineiacs de Lewiston (LHJMQ)                                 |
| 2006  | Bryan Little                   | 12e au total             | Colts de Barrie (LHO)                                         |
| 2007  | Aucun                          | Aucun                    | Aucun                                                         |
| 2008  | Zach Bogosian Daultan Leveillé | 3e au total 29e au total | Petes de Peterborough (LHO) Falcons de St. Catharines (GHJHL) |
| 2009  | Evander Kane                   | 4e au total              | Giants de Vancouver (LHOu)                                    |
| 2010  | Aleksandr Bourmistrov          | 8e au total              | Colts de Barrie (LHO)                                         |

### Joueurs aux Matchs des étoiles
Cette liste reprend le nom des joueurs ayant représenté les Thrashers lors du Match des étoiles de la Ligue nationale de hockey.
- 2000 : Petr Buzek est le premier joueur de l’histoire du club à prendre part à un match d’étoiles.
- 2001 : Donald Audette réalise une passe pour la victoire de l’équipe d’Amérique du Nord contre le reste du monde, sur le score de 14 à 12[68].
- 2002 : Dany Heatley et Ilia Kovaltchouk représentent l’équipe des Thrashers et jouent dans le match des jeunes. Avec sept points, Kovaltchouk est la vedette du match alors que Heatley inscrit un but et deux passes[16].
- 2003 : Heatley inscrit quatre buts et une passe décisive et se voit décerner le titre de meilleur joueur du match[69].
- 2004 : Kovaltchouk inscrit un but, contribuant au succès de sa conférence avec un pointage de 6 à 4. Garnet Exelby est sélectionné pour prendre part au match des recrues, mais ne peut participer, en raison d'une blessure.
- 2007 : Marián Hossa réalise quatre passes décisives, sans pouvoir empêcher la défaite de sa conférence guidée par Bob Hartley (entraîneur-adjoint), avec un pointage de 12 à 9. Le gardien de but Kari Lehtonen a également été sélectionné pour le match des espoirs.
- 2008 : Ilia Kovaltchouk et Marián Hossa sont retenus pour participer à la rencontre qui a lieu les 26 (matchs des espoirs et concours d’habileté) et 27 (Match des étoiles) janvier 2008. Tobias Enström est appelé pour prendre part au match des espoirs et Donald Waddell est nommé entraîneur-adjoint pour la formation de l’Est.
- 2009 : Ilia Kovaltchouk est à nouveau invité à la classique annuelle, alors que Bryan Little est retenu pour prendre part au match des espoirs.
- 2011 : Dustin Byfuglien et Tobias Enström sont invités à prendre part au match. Byfuglien fut retenu au sein de l'équipe Lidström et inscrit un but. Dans le cas d'Enström, une fracture à un doigt l'oblige a raté la rencontre.

## Statistiques de l'équipe

### Meilleurs joueurs

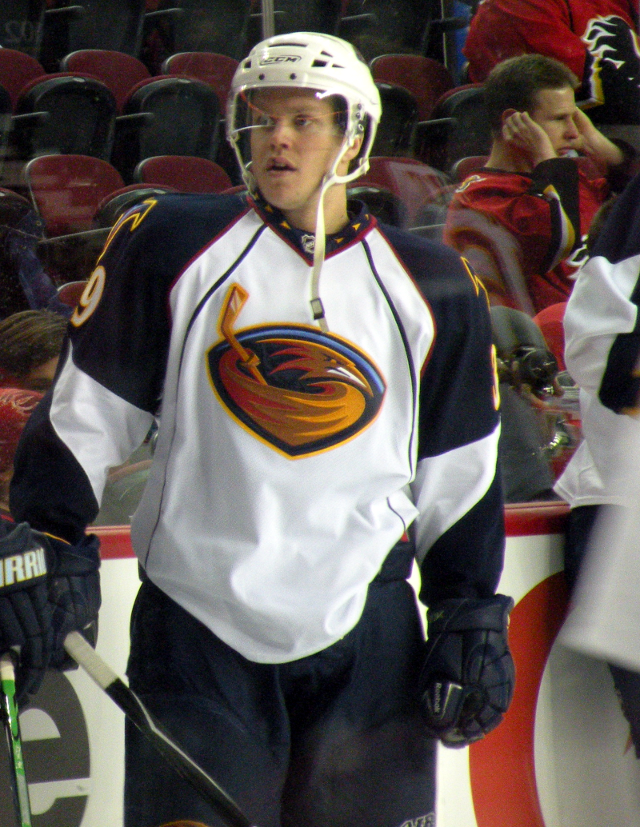
Tobias Enström septième meilleur pointeur de l’histoire de la franchise.

Deux-cent-six joueurs ont déjà porté le maillot des Thrashers. Avec 615 points inscrits sous les couleurs des Thrashers, Ilia Kovaltchouk est le meilleur pointeur de l’histoire de l’équipe en saison régulière mais il est également le meilleur buteur et passeur avec 328 buts et 287 aides. Tobias Enström est, à la fin de la saison 2010-2011, le meilleur pointeur encore en activité sous les couleurs des Thrashers. Parmi tous ces joueurs, dix-huit sont des gardiens de but et Kari Lehtonen est celui qui a joué le plus de matchs avec l’équipe.
| No | Joueur             | PJ  | B   | A   | Pts | Pun |
| -- | ------------------ | --- | --- | --- | --- | --- |
| 1  | Ilia Kovaltchouk   | 594 | 328 | 287 | 615 | 429 |
| 2  | Viatcheslav Kozlov | 537 | 145 | 271 | 416 | 312 |
| 3  | Marián Hossa       | 222 | 108 | 140 | 248 | 146 |
| 4  | Marc Savard        | 184 | 63  | 133 | 196 | 262 |
| 5  | Dany Heatley       | 190 | 80  | 101 | 181 | 132 |
| 6  | Patrik Štefan      | 414 | 59  | 118 | 177 | 148 |
| 7  | Tobias Enström     | 318 | 26  | 145 | 171 | 178 |
| 8  | Ray Ferraro        | 223 | 56  | 91  | 147 | 148 |
| 9  | Todd White         | 221 | 43  | 93  | 136 | 94  |
| 10 | Andrew Brunette    | 158 | 38  | 71  | 109 | 56  |

### Assistances aux parties

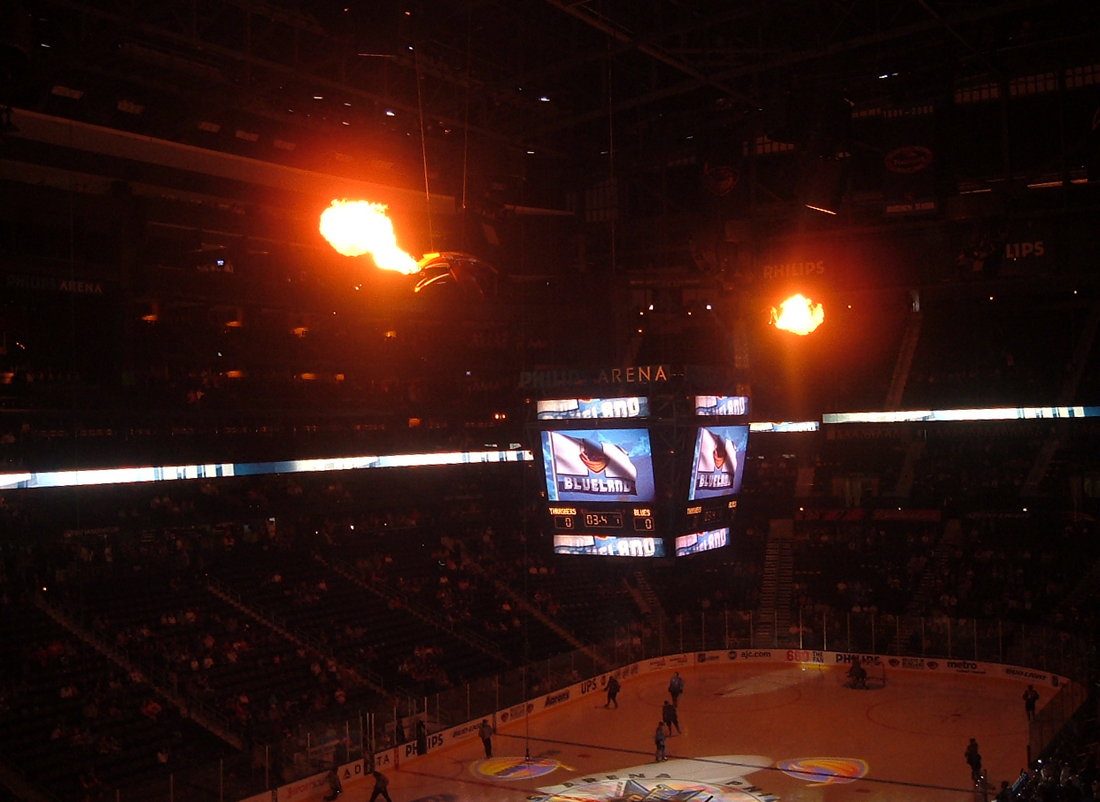
Vue de la patinoire lors de la présentation de l’équipe.

Ce tableau présente le nombre de spectateur présent aux parties des Thrashers en saison régulière. La patinoire faisant 18 545 places, l’assistance totale et la moyenne par match ainsi que les matchs à guichets fermés sont listés.
| Saison    | PJ             | Total          | Moy            | GF             |
| --------- | -------------- | -------------- | -------------- | -------------- |
| 1999-2000 | 41             | 705 389        | 17 205         | 14             |
| 2000-2001 | 41             | 625 870        | 15 265         | 5              |
| 2001-2002 | 41             | 560 404        | 13 668         | 4              |
| 2002-2003 | 41             | 553 344        | 13 496         | 2              |
| 2003-2004 | 41             | 620 965        | 15 145         | 6              |
| 2004-2005 | Saison annulée | Saison annulée | Saison annulée | Saison annulée |
| 2005-2006 | 41             | 637 578        | 15 551         | 7              |
| 2006-2007 | 41             | 665 817        | 16 239         | 11             |
| 2007-2008 | 41             | 649 081        | 15 767         | 9              |
| 2008-2009 | 41             | 599 673        | 14 626         | 2              |
| 2009-2010 | 41             | 557 897        | 13 607         | 2              |
| 2010-2011 | 41             | 552 230        | 13 469         | 0              |

### Records
Cette liste dénote les joueurs actifs ou passées détenant les records individuels de l’histoire des Thrashers.
- Plus grand nombre de matches joués : Ilia Kovaltchouk (594)
- Plus grand nombre de buts : Ilia Kovaltchouk (328).
- Plus grand nombre de passes : Ilia Kovaltchouk (287).
- Plus grand nombre de minutes de punition : Jeff Odgers (532).
- Plus grand nombre de buts gagnants : Ilia Kovaltchouk (40).
- Plus grand nombre de matches joués par un défenseur : Garnet Exelby (357).
- Plus grand nombre de points obtenus par un défenseur : Yannick Tremblay (107).
- Plus grand nombre de buts marqués par un défenseur : Yannick Tremblay (33).
- Plus grand nombre de passes effectuées par un défenseur : František Kaberle (82).
- Plus grand nombre de minutes de punition imposées à un défenseur : Garnet Exelby (511).
- Plus grand nombre de matches joués par un gardien de but : Kari Lehtonen (204).
- Plus grand nombre de victoires remportées par un gardien de but : Kari Lehtonen (94).
- Plus grand nombre de blanchissages obtenus par un gardien de but : Kari Lehtonen (14).
- Plus grand nombre de matches d’affilée avec au moins un point : Marián Hossa (11 matchs).
- Plus grand nombre de matches d’affilée avec au moins un but : Ilia Kovaltchouk (7 matchs).
- Plus grand nombre de matches d’affilée avec au moins une passe : Todd White (8 matchs).
- Plus grand nombre de tours du chapeau : Ilia Kovaltchouk (11).
- Plus grand nombre de tirs de punition : Marián Hossa (6).

## Trophées de la LNH et internes

### Trophées de la LNH
Dans l’histoire de l’équipe deux joueurs remportent des trophées de la LNH : Dany Heatley remporte en 2001-2002 le trophée Calder du meilleur joueur recrue. Ilia Kovaltchouk est le deuxième joueur de l’équipe honoré par un trophée : il remporte le trophée Maurice-Richard du meilleur buteur de la saison 2003-2004. Il le partage avec Jarome Iginla des Flames de Calgary et Richard Nash des Blue Jackets de Columbus.

### Trophées internes
Divers trophées sont remis aux joueurs des Thrashers pour souligner leurs performances ou leur implication au sein de l’équipe.
Trophée Georgia’s Own Credit Union des trois étoiles du match (Georgia’s Own Credit Union three stars of the game award).
Ce trophée est remis depuis la saison 1999-2000 en collaboration avec l’entreprise Georgia’s Own Credit Union au joueur qui durant la saison régulière s’est vu être nommée le plus souvent parmi les trois étoiles de la rencontre. De 1999 à 2008, le trophée est connu sous le nom de Heineken three stars of the game award.
- 1999-2000 : Ray Ferraro
- 2000-2001 : Ray Ferraro
- 2001-2002 : Milan Hnilička et Dany Heatley
- 2002-2003 : Dany Heatley
- 2003-2004 : Ilia Kovaltchouk
- 2004-2005 : Aucun gagnant - lock-out dans la LNH
- 2005-2006 : Marián Hossa
- 2006-2007 : Marián Hossa
- 2007-2008 : Ilia Kovaltchouk
- 2008-2009 : Ilia Kovaltchouk
- 2009-2010 : Johan Hedberg
- 2010-2011 : Ondřej Pavelec

Trophée Gilner-Reeves service à la communauté 
(Gilner-Reeves Community service award).
Ce trophée est remis depuis 1999-2000 au joueur s’étant illustré pour son implication auprès de la communauté. Ce trophée honore la mémoire de Stephen Gilner et Steve Reeves, deux policiers d’Atlanta tués dans l’exercice de leurs fonctions.
- 1999-2000 : David Harlock
- 2000-2001 : Damian Rhodes
- 2001-2002 : Jeff Odgers
- 2002-2003 : Chris Tamer
- 2003-2004 : Andy Sutton
- 2004-2005 : aucun gagnant
- 2005-2006 : Ilia Kovaltchouk
- 2006-2007 : Scott Mellanby
- 2007-2008 : Niclas Hävelid
- 2008-2009 : Eric Boulton et Garnet Exelby
- 2009-2010 : Marty Reasoner et Jim Slater
- 2010-2011 : Zach Bogosian et Jim Slater

Trophée des Joueurs (Player’s player award).
Ce trophée est remis depuis 1999-2000 par les joueurs à celui parmi eux qu’ils considèrent avoir le meilleur esprit d’équipe.
- 1999-2000 : Denny Lambert
- 2000-2001 : Jeff Odgers et Chris Tamer
- 2001-2002 : Jeff Odgers
- 2002-2003 : Jeff Odgers
- 2003-2004 : Pasi Nurminen
- 2004-2005 : aucun gagnant
- 2005-2006 : Scott Mellanby
- 2006-2007 : Johan Hedberg
- 2007-2008 : Johan Hedberg
- 2008-2009 : Marty Reasoner
- 2009-2010 : Marty Reasoner
- 2010-2011 : Chris Thorburn

Joueur de l’année (Atlanta Thrashers MVP).
Ce trophée est remis depuis la saison 2000-2001 au joueur des Thrashers jugé le meilleur de l’équipe selon les supporters. De 2000 à 2009, le trophée est remis en association avec la compagnie Earthlink.
- 2000-2001 : Ray Ferraro
- 2001-2002 : Dany Heatley et Ilia Kovaltchouk
- 2002-2003 : Dany Heatley
- 2003-2004 : Ilia Kovaltchouk
- 2004-2005 : aucun gagnant
- 2005-2006 : Ilia Kovaltchouk et Marián Hossa
- 2006-2007 : Marián Hossa
- 2007-2008 : Ilia Kovaltchouk
- 2008-2009 : Ilia Kovaltchouk
- 2009-2010 : Nikolaï Antropov
- 2010-2011 : Andrew Ladd

Trophée Dan Snyder (Dan Snyder memorial trophy).
Il est remis par les Thrashers depuis la saison 2003-2004 au joueur qui s’est fait remarquer par sa persévérance et son dévouement sans avoir reçu de reconnaissance officielle pour son travail. Ce trophée honore la mémoire de Dan Snyder mort en octobre 2003.
- 2003-2004 : Garnet Exelby
- 2004-2005 : aucun gagnant
- 2005-2006 : Niclas Hävelid
- 2006-2007 : Viatcheslav Kozlov
- 2007-2008 : Éric Perrin
- 2008-2009 : Colby Armstrong
- 2009-2010 : Jim Slater
- 2010-2011 : Bryan Little

## Les Thrashers et la communauté

### Blueland
Les supporters des Thrashers en région d’Atlanta se font surnommer les membres du Blueland, ou littéralement en français le terrain bleu. Cette appellation découle de la création de l’équipe qui, en 1997, reçut comme objectif de la part de la LNH de vendre douze mille billets de saison pour valider la naissance de la franchise géorgienne. Pour ce faire, l’équipe mit sur pied le « Blue Line Club » pour les gens désireux d’obtenir un billet de saison moyennant un dépôt de cent dollars américain. Ce fut un succès immédiat.
Le phénomène prit alors son envol. Les membres du Blue Line Club se comptant désormais au nombre de plusieurs milliers, les Thrashers décidèrent d’offrir à leurs partisans la possibilité d’avoir des nouvelles régulières de leur club en instaurant le Blueland insider, qui est un bulletin hebdomadaire concernant l’équipe. Dans la même vague fut mis sur pied un site internet destiné aux supporters du club où ceux-ci peuvent avoir des nouvelles quotidiennes du club et échanger entre internautes.
Pour remercier leurs supporters qui leur furent fidèles avant même que l’équipe n’ait joué une rencontre, la direction du club décida de dédicacer un chandail à l’effigie de ceux-ci. Le 25 novembre 2003 fut dévoilé un chandail bleu à manches noires qui ne leur servit que pour une seule saison à titre de troisième chandail. Dès la saison 2005-2006, ce même chandail devint le chandail officiel de l’équipe lorsqu’elle joue à domicile.
L’équipe se fonda sur le concept de « Blueland » pour effectuer sa campagne publicitaire, et ainsi lors de sa présentation publicitaire à la télévision et également sur le tableau indicateur avant les rencontres de l’équipe, on peut y voir les joueurs en action sur la glace suivis de la phrase : Welcome in the Blueland (Bienvenue dans le Blueland). À l’aube de leur première participation en série éliminatoire en 2007 contre les Rangers de New York, les Thrashers renouvellent le concept où l’on retrouve les joueurs des Thrashers dans l’uniforme bleu et où l’on demande candidement : Do you believe in Blueland ? (croyez-vous au Blueland ?).

### La Fondation des Thrashers
Mise sur pied dès 1999, cette fondation aide principalement à améliorer la vie quotidienne des jeunes de la Géorgie. Elle se concentre dans la santé, le bien-être, l’éducation et le développement du hockey chez les jeunes.
Depuis sa création, la fondation a remis près de trois millions de dollars et participé à plus de 1 700 œuvres de charités.
Les joueurs de l’équipe sont appelés à prendre part à des activités caritatives tel le tournoi de golf annuelle de l’équipe, une soirée casino où les joueurs prennent le titre de croupier en plus de visiter les jeunes dans les hôpitaux de la région. Les épouses des joueurs y prennent part quant à elles en participant à un festival de la santé et en vendant des décorations diverses lors de la période de Noël et de la Saint-Valentin. Tous les bénéfices de ces évènements vont à la fondation.
Deux évènements se tiennent lors des rencontres des Thrashers, soit un encan silencieux qui se déroule dans les corridors de l’aréna où les gens peuvent acheter des items autographiés des Thrashers et où tout l’argent amassé va à la fondation. Les gens présents peuvent également prendre part à un tirage appelé le « 50/50 Raffles », pour ce faire un billet coûte trois dollars, deux billets coûtent cinq dollars et cinq billets coûtent dix dollars. Le gagnant du tirage qui est nommé lors de la troisième période remporte cinquante pour cent de l’argent amassé par la vente des billets de tirage, 25 % de l’argent va à un organisme de charité mis en vedette ce soir-là et le dernier 25 % va à la fondation des Thrashers d’Atlanta.

## Les Équipes affiliées
Durant l'existence des Thrashers, trois équipes de ligues mineures furent affiliées à eux.
- Wolves de Chicago : équipe affilié aux Thrashers depuis les débuts des Thrashers en 1999-2000 et qui évolua dans la ligue internationale de hockey de sa création en 1994 jusqu’en 2001, année où la LIH cessa ses activités. Ils s’établirent par la suite dans la Ligue américaine de hockey et constitue jusqu'en 2011, soit jusqu'à la fin, l’équipe-école officielle des Thrashers. Depuis leurs débuts, les Wolves ont remporté deux Coupe Turner remis aux champions des séries éliminatoires dans la LIH et ont également remporté les mêmes honneurs à leurs premières saisons dans la LAH en remportant la Coupe Calder, ils en ajoutèrent une de plus à leur palmarès en 2008.
- Grrrowl de Greenville : créée en 1998, l’équipe évoluant dans l'ECHL fut affilié aux Thashers dès 1999 et ce, jusqu’en 2003 remportant au passage une Coupe Kelly. Par la suite affilié aux Blackhawks de Chicago jusqu’en 2006, année où la concession cessa ses activités.
- Gladiators de Gwinnett : équipe de l'ECHL fondé en 2003 à la suite du déménagement des Mysticks de Mobile. L’équipe située dans le même état que les Thrashers, la Géorgie, devinrent immédiatement un club-affilié aux moqueurs roux et constituent jusqu'à la fin, en 2011, un club-école pour ceux-ci. Les joueurs y évoluant étant pour la majorité sous contrat avec la franchise de la LNH, ceux-ci peuvent se voir appeler à rejoindre les rangs des Wolves lorsqu’un de leurs joueurs se blesse ou est rappelé par le grand club.